# 松平定実
松平 定実（まつだいら さだざね）は、江戸時代前期の旗本。

## 生涯
松平定勝の四男として誕生した。母は奥平信昌の養女（奥平貞友の次女）・たつ。徳川家康は父方の伯父にあたる。慶長10年（1605年）、家康に初めて拝謁する。家康の命により駿府城に召され、13歳まで駿府城大奥で養育される。慶長17年（1612年）、従五位下・信濃守に叙任する。慶長19年（1614年）、大坂冬の陣では家康に従う。翌年の夏の陣では大功を挙げるが、軍令に違反し持ち場を離れたとして家康の怒りを買い、次兄・定行の領地に蟄居した。しかし、大和高取藩主・本多政武や伊達家家臣・片倉景綱らは、天王寺の戦いで真田信繁に攻め込まれ大混乱となった徳川方の中で、その場にとどまって奮戦した定実の活躍を見届けており、伊達政宗らは「家康公より問い合わせがあれば、定実のために弁護する用意がある」と定実やその家臣に書状を送っている。

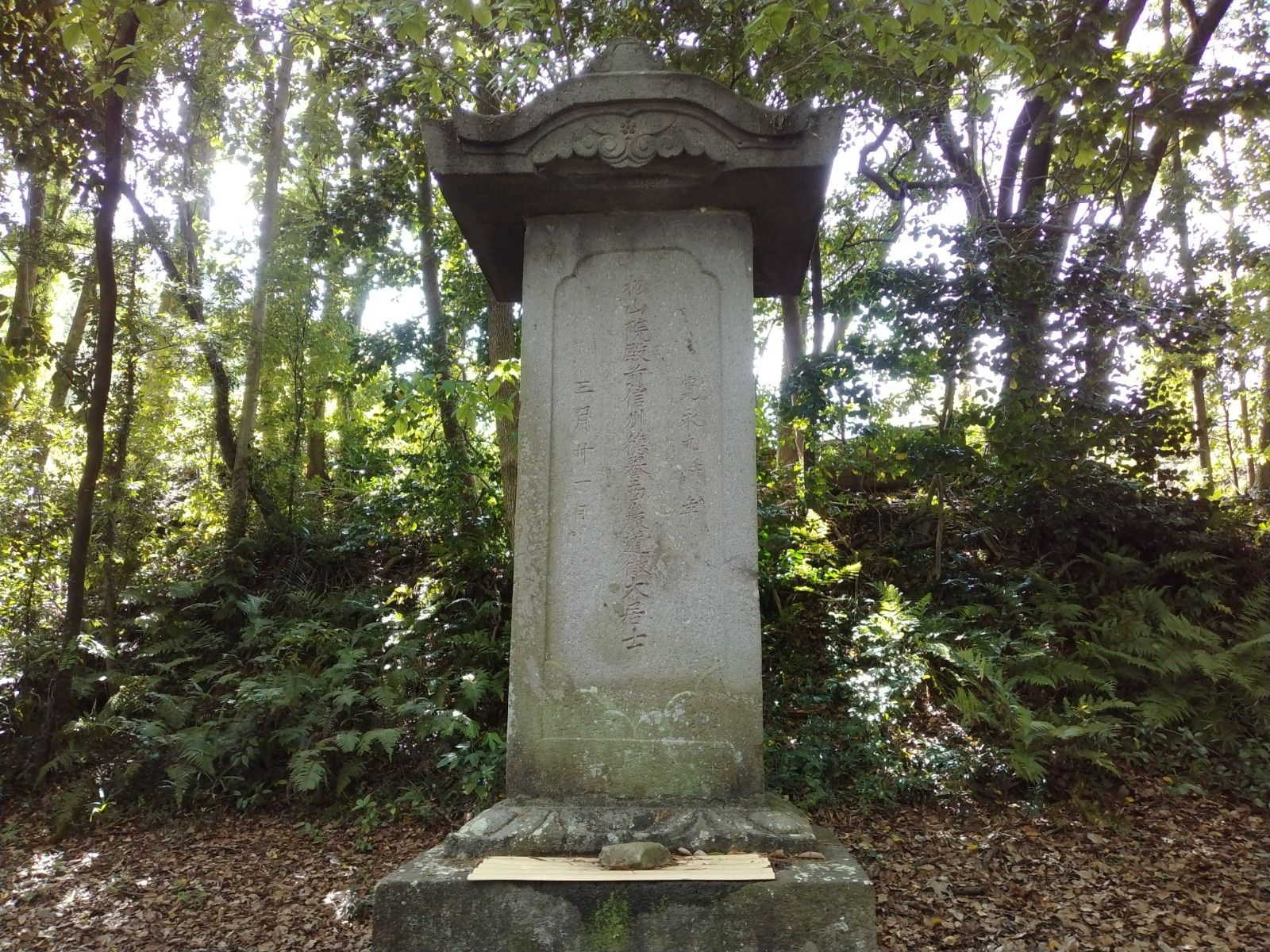
松平定実墓所(桑名市照源寺)

元和年間には書院組頭を命ぜられるが、病により辞退した。さらに、寛永元年（1624年）長島7千石、翌年には長島城2万石を賜うが、いずれも病により辞退する。寛永9年（1632年）、桑名で卒去した。
正室は井上松隠の娘で、延宝3年（1675年）に卒去した。松寿院殿永誉馨庵貞玉大姉と贈られる。